# IC 1617
IC 1617 ist eine Linsenförmige Galaxie vom Hubble-Typ S0/a im Sternbild Phönix am Südsternhimmel. Sie ist schätzungsweise 337 Millionen Lichtjahre von der Milchstraße entfernt und hat einen Durchmesser von etwa 140.000 Lichtjahren. Vermutlich bildet sie gemeinsam mit IC 1615 ein gravitativ gebundenes Galaxienpaar.
Das Objekt wurde im Jahr 1899 von DeLisle Stewart entdeckt.